# Horloge parlante

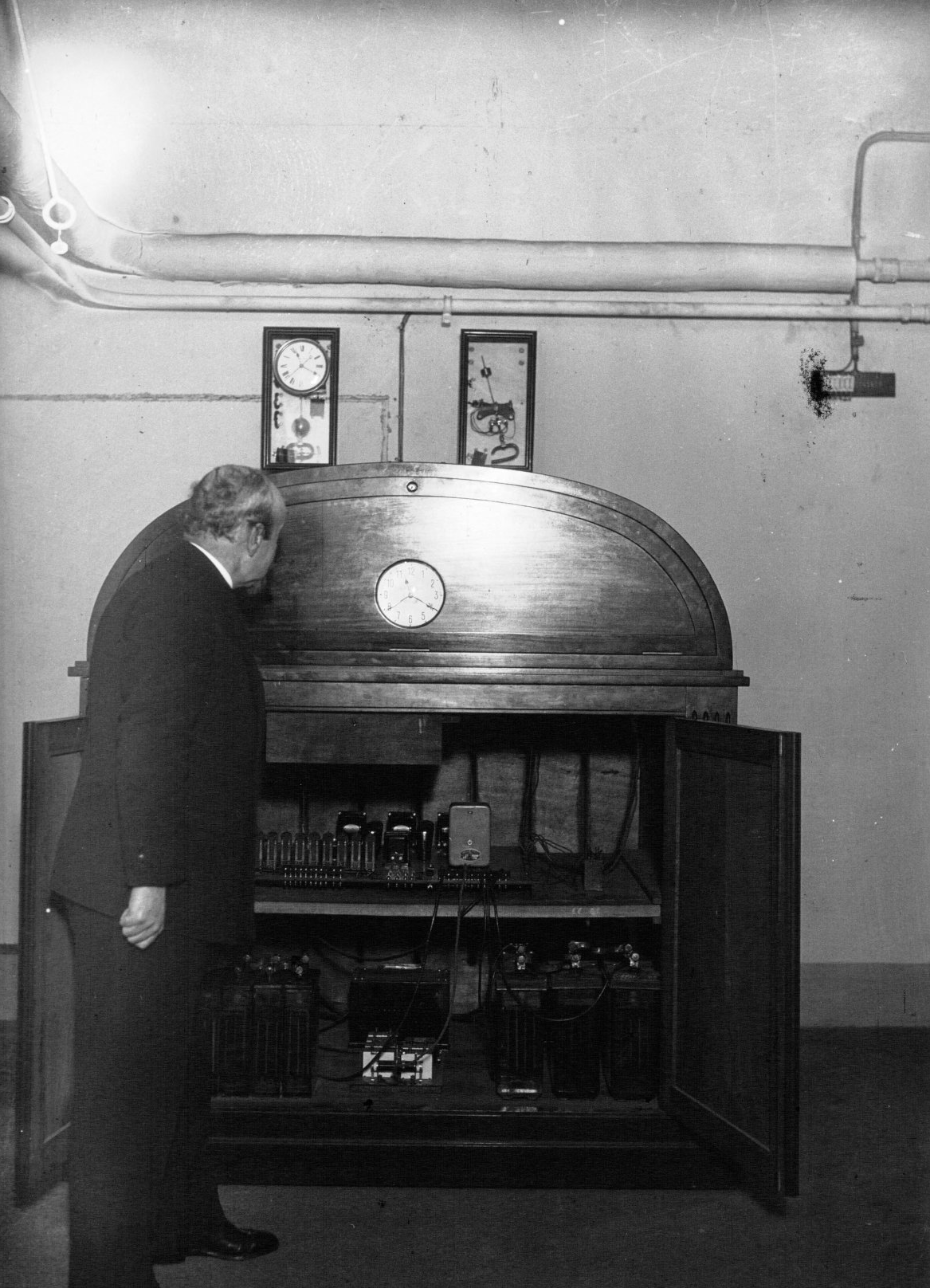
L'horloge parlante de l'Observatoire de Paris avec le directeur Ernest Esclangon (1933).

Une horloge parlante est un dispositif annonçant l'heure courante de manière automatisée et sous forme orale (enregistrements ou synthèse), généralement par le biais d'un service téléphonique. Il existe également des logiciels prévus à cet effet.

## Technique initiale
Le premier dispositif d'automatisation de la diffusion de l'heure par téléphone est inventé en 1933 par Ernest Esclangon, directeur de l'Observatoire de Paris qui était excédé de voir la seule ligne de son institution régulièrement occupée, un agent de l'Observatoire répondant aux appels téléphoniques incessants pour connaître l'heure. Ce dispositif utilise la technique du film parlant : la machine est constituée d'un cylindre portant trois ensembles de bandes de films parlants : le premier pour l'énoncé des heures de 0 à 23 heures, le deuxième pour celui des minutes de 0 à 59 minutes, le troisième correspondant à 10, 20, 30, 40 secondes puis à l'annonce « au quatrième top, il sera exactement », l'ensemble étant couplé à une horloge fondamentale de l'Observatoire de Paris qui donnait le top. C'est Marcel Laporte, un speaker de la radio SFR Radiola puis de Radio Vitus, qui a alors enregistré sa voix sur ces bandes sonores.
Si l'idée d'une machine automatique à dire l'heure par téléphone et par radiodiffusion revient au professeur Esclangon, c'est l'ingénieur Paul Nimier et son assistant Legoff des Ateliers Brillié de Levallois-Perret qui ont conçu et réalisé la première horloge parlante (brevet déposé par Nimier) en combattant une réalisation concurrente sur disques de verre présentée par Édouard Belin, l'inventeur du bélinographe. L'horloge a été présentée à l'Académie des Sciences de Paris le 14 mars 1932 par le professeur Esclangon.
La France est donc le premier pays au monde à mettre en place une horloge parlante qui est inaugurée et mise en service à l'Observatoire de Paris le 14 février 1933. 140 000 appels sont passés le premier jour, dont 20 000 seulement sont satisfaits. Elle a été installée ultérieurement au central téléphonique Odeon[réf. souhaitée].
L'horloge parlante ainsi conçue a connu en France deux évolutions majeures, en 1964 puis en 1975. Si la technique de la lecture opto-électronique des pistes sonores est restée son principe fondamental emprunté au cinéma parlant, il a cependant été amélioré quand l'électronique associée est passée dans l'intervalle de la technologie du tube à vide (lampe radio) de 1933 à celle des semi-conducteurs. Les tops sont alors donnés non plus par une horloge mécanique à balancier mais par une horloge atomique dont une certaine division de sa fréquence fondamentale produisait aussi le courant alternatif alimentant le moteur d'entraînement du système de lecture optique de sorte que l'heure donnée était plus rigoureuse encore que dans sa première version.
Enfin, depuis le 18 septembre 1991, elle a été remplacée par une horloge entièrement statique à circuits intégrés réalisée dès 1987 où la parole est numérisée et stockée dans une mémoire électronique.

## Par pays

### Andorre
En Andorre, l'horloge parlante est accessible en catalan par le numéro court 157. En mai 2009, le tarif à partir d'un poste fixe est de 0,039 €.

### Autriche
En Autriche, l'horloge parlante fonctionne depuis 1972 (avec la voix de Renate Fucik) et est accessible par le numéro court 1503. Cependant, en raison de la suppression des numéros du type 15xx, la société Telekom Austria AG a annoncé la fermeture du service pour mai 2009. Il devrait être remplacé par un numéro en 0810 à partir de juin 2009.

### Belgique
En Belgique, l'horloge parlante a été mise en place en 1941 ; elle est accessible par le numéro 078 051300. Avant le 1er janvier 2012, il fallait composer le numéro court 1300 afin de joindre le service. Chaque appel à ce service trilingue (français, néerlandais, allemand), qui a été entièrement numérisé en 2014-2015, est facturé au tarif d'un appel local. De 10 000 appels par jour en 2001, elle n'en reçoit plus que 584 en moyenne en 2017, avec des pics pouvant atteindre 8 000 appels en trois jours lors du passage de l'heure d'hiver à l'heure d'été.

### Canada
Au Canada, l'horloge parlante est accessible en français au +1 (613) 745-9426 (voix de Simon Durivage) et en anglais au +1 (613) 745-1576 (voix de Harry Mannis (en)) ; elle indique l'Heure de l'Est et est diffusée par le Conseil national de recherches Canada à Ottawa. En mai 2009, le tarif à partir d'un poste fixe est celui d'une communication pour Ottawa.

### États-Unis
Aux États-Unis, l'horloge parlante est accessible en anglais au (202) 762-1401 ; elle indique l'Heure de l'Est et aussi le temps universel (TU). Elle est diffusée par l'United States Naval Observatory (USNO) à Washington. En mars 2010, le tarif à partir d'un poste fixe est celui d'une communication pour Washington.

### Finlande

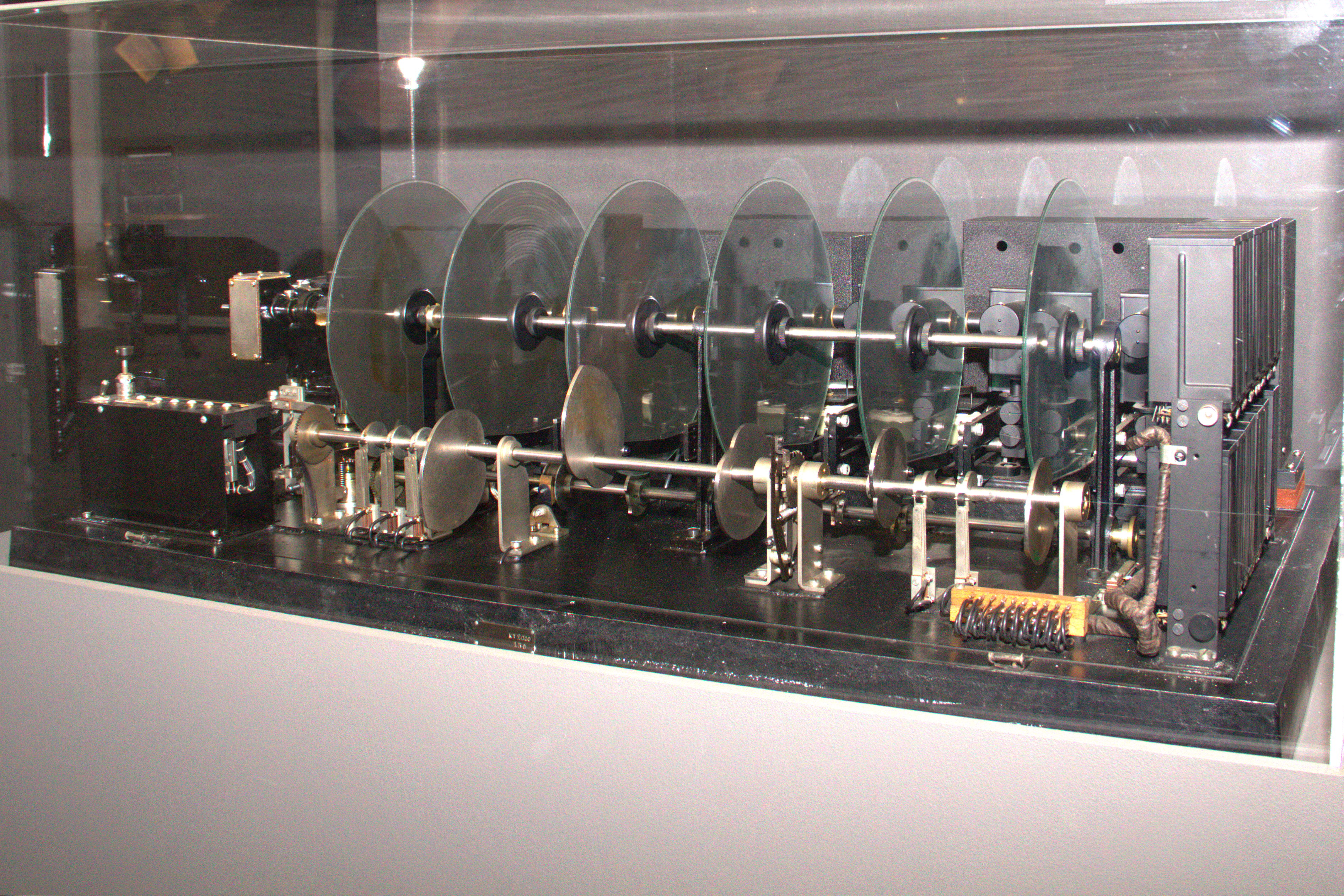
Machinerie de Neiti Aika au musée des médias Rupriikki.

En Finlande, l'horloge parlante est Neiti Aika, commencée en 1936 et accessible en composant le 10061. En 1938, le service a été utilisé 352 310 fois dans l'année par rapport à 1 300 fois en septembre 2006.

### France
Inventée par Ernest Esclangon, directeur de l'Observatoire de Paris, la version française de l'horloge parlante est inaugurée le 14 février 1933 et est alors joignable au numéro Odéon (ODE) 84 00, devenu (1) 033 84 00 puis (1) 699 84 00 pour l'Île-de-France.
En province, on l'obtient en appelant l'opératrice jusqu'en fin 1970 où des numéros spéciaux sont mis en place, parfois plusieurs par département (pour la facturation en communication locale), tous finissant en 8400.
Depuis 1967, elle est réglée à partir d'une horloge atomique au césium 133. Depuis le nouveau plan de numérotation le 18 octobre 1996,, elle est accessible par le numéro court 36 99, opéré par Orange , (anciennement France Télécom). Le service tel qu'il existe aujourd'hui a été commercialisé à partir du 8 avril 2005. Après une première évolution tarifaire le 20 septembre 2011, depuis le 1er novembre 2015, le tarif à partir d'un poste fixe est de 1,50 € plus le prix de l'appel.
Le 18 septembre 1991, une nouvelle horloge parlante, totalement électronique, est mise en service. Dans les 20 dernières secondes avant le « top minute », en supprimant les 50e de seconde, elle inclut un rappel de la date au format jour entier + jj/mm/aaaa. Exemple : « samedi 14 avril 2018, au quatrième top il sera exactement 14 h 38 ». Longtemps tenue par des hommes de radio, l'heure est depuis 1991 donnée alternativement par une voix masculine, celle d'un comédien anonyme, et par une voix féminine, celle de la comédienne Marie-Sylvie Behr,. Les comédiens ont enregistré en 1991 les différentes syllabes des annonces dans des mémoires qui permettent de donner l'heure jusqu'en 2085.
Il existe également des opérateurs privés proposant des services d'horloge parlante.
Pour les besoins métrologiques, jusqu'au 1er juillet 2022, seul le service officiel accessible au 36 99 garantit l'exactitude et la traçabilité de l'information fournie : ce service repose sur des horloges pilotées par le LNE-SYRTE (Observatoire de Paris), chargé par le Laboratoire national de métrologie et d'essais (LNE) de la responsabilité des références nationales de temps et de fréquence. Il assure formellement la traçabilité aux références nationales de temps et aux unités du Système international d'unités (SI), avec une exactitude de 0,05 seconde sur une ligne analogique fixe. Sur des liaisons impliquant un réseau numérique — téléphone mobile, Internet — l'exactitude est aléatoire, comme annoncé par le LNE-SYRTE.
Ce service a cessé depuis le 1er juillet 2022.
Le temps légal français est fixé par le décret n° 2017-292 du 6 mars 2017 et est diffusé par le site officiel heurelegalefrancaise.fr de l’Observatoire de Paris - PSL,.

### Hongrie
En Hongrie, l'horloge parlante est accessible par le numéro court 180.

### Irlande
En Irlande, l'horloge parlante est accessible par le numéro court 1191. En mai 2009, le tarif à partir d'un poste fixe est celui d'une communication locale.

### Italie
En Italie, le numéro de l'horloge parlante (il numero dell'ora esatta, « le numéro de l'heure exacte ») était à l'origine le 16, l'heure était donnée par une voix féminine enregistrée. Au milieu des années 1970, le 16 a été remplacé par le 161. Actuellement, le numéro à composer est le 4261.

### Lettonie
En Lettonie, l'horloge parlante est fournie par Lattelecom (en) dans les langues lettone (+371) 82154 et russe (+371) 82174. L'heure précise est donnée immédiatement lors de la connexion.

### Luxembourg
Au Luxembourg, l'horloge parlante est accessible par le numéro court 12419. En mai 2009, le tarif à partir d'un poste fixe est de 0,031 1 €.

### Pays-Bas
Aux Pays-Bas, l'horloge parlante fonctionne depuis 1934 (avec la voix de Joke Driessen depuis 1992) et est accessible par le numéro spécial 0900 80 02.

### Royaume-Uni
Au Royaume-Uni, l'horloge parlante est accessible par le numéro court 123 sur une ligne fixe de British Telecom ; le numéro peut varier selon l'opérateur choisi. Une voix annonce : « At the third stroke, the time from BT will be (hour) (minute) and (second) ».

### Suède
En Suède, l'horloge parlante (« Mlle Horloge ») a été introduite en 1934 et est accessible par le numéro court 90 510 (+46 8 90 510 depuis l'étranger). Une fois chaque minute, elle indique aussi la date courante (jour, mois, année).

### Suisse
En Suisse, l'horloge parlante a été introduite le 12 novembre 1935 au numéro 91000, puis 161 depuis 1953. En mai 2009, le tarif à partir d'un poste fixe est de 0,50 franc suisse. Ce service est assuré par la compagnie Swisscom. L'heure est annoncée : « Au prochain top il sera <xx> heure(s), <xx> minute(s) <xx> seconde(s) » toutes les 10 secondes par un « bip » depuis 1976 par une voix féminine.

### Tunisie
En Tunisie, l'horloge parlante a été introduite dans les années 1960. Elle est accessible en arabe par le numéro 1299 (199 jusqu'en 2001) et en français par le numéro 1291 (191 jusqu'en 2001). Le texte arabe est écrit par le poète Mustapha Khraïef et lu par le journaliste et futur diplomate Hamadi Essid. La voix française n'est autre que la sœur de ce dernier, Rafika Essid. Le texte français est quasiment la traduction du texte arabe (عند الإشارة تكون الساعة) : « Au prochain top il sera [heure], [minute], [seconde] ». L'heure est ainsi annoncée par un « bip » toutes les 10 secondes.

### Ukraine
En Ukraine, l'horloge parlante est accessible par le numéro court 060.